# Lijst van musea in Gelderland
Dit is een lijst van musea in Gelderland.

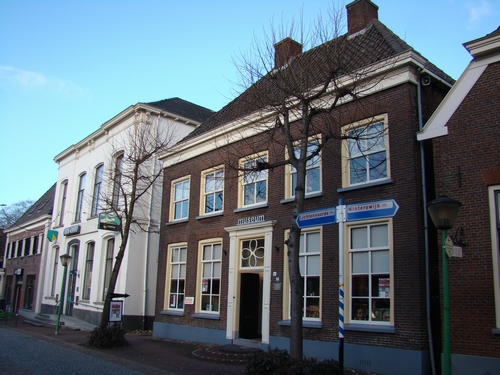
Aalten Museum

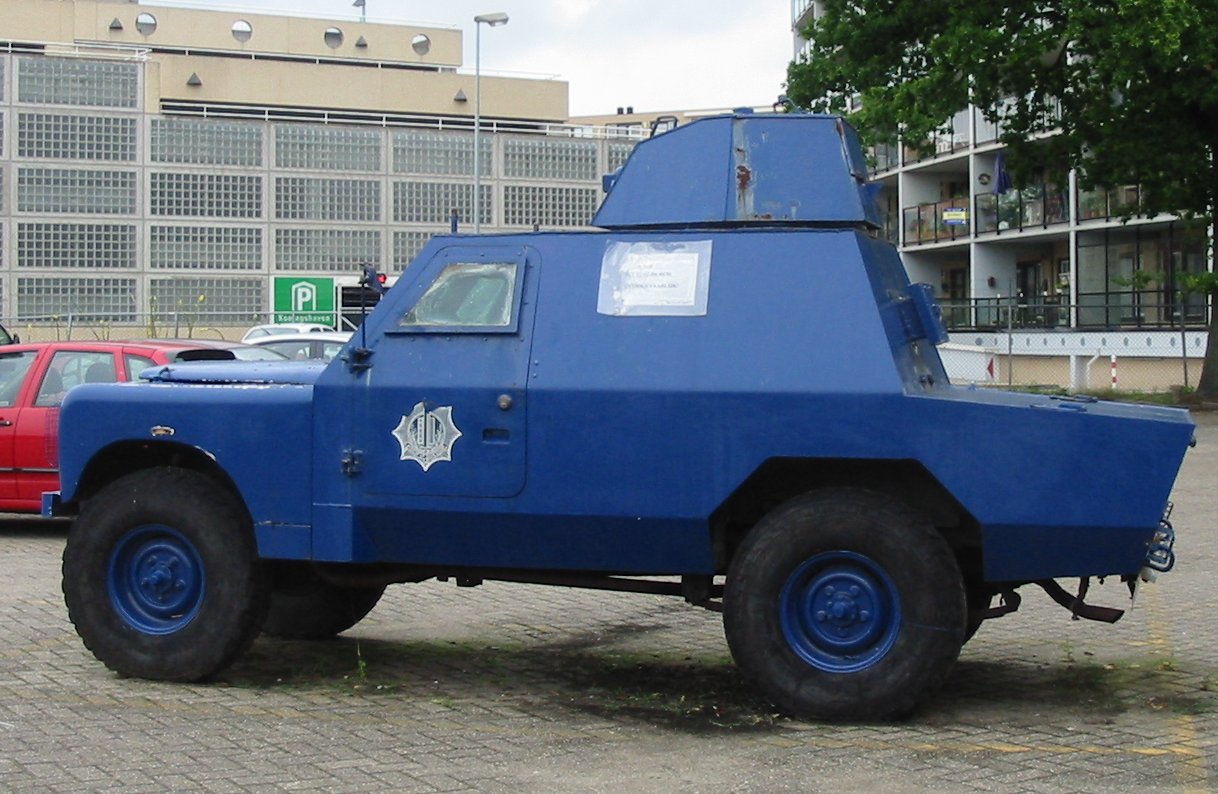
Apeldoorn Nederlands Politiemuseum

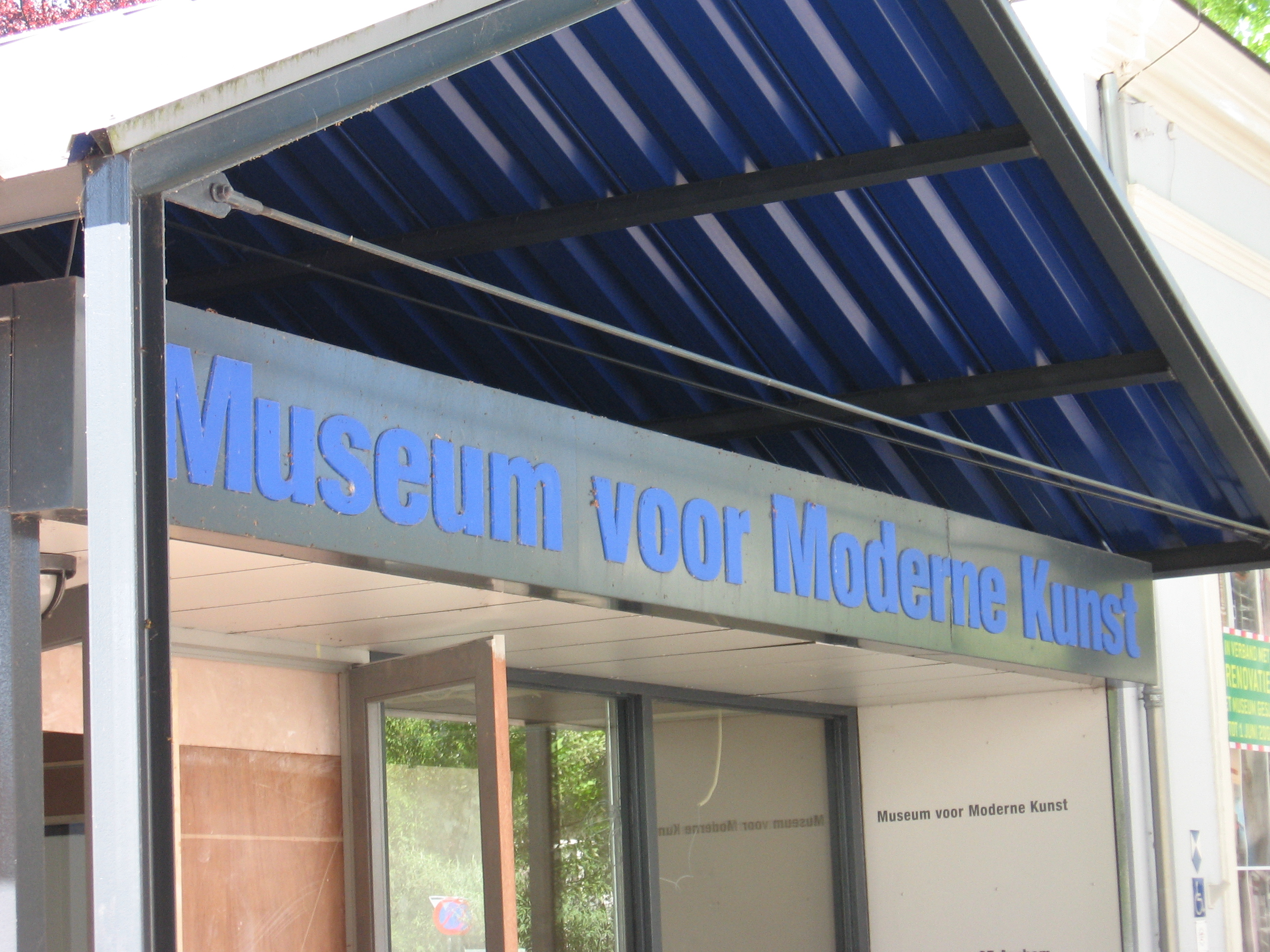
Arnhem Museum voor Moderne Kunst

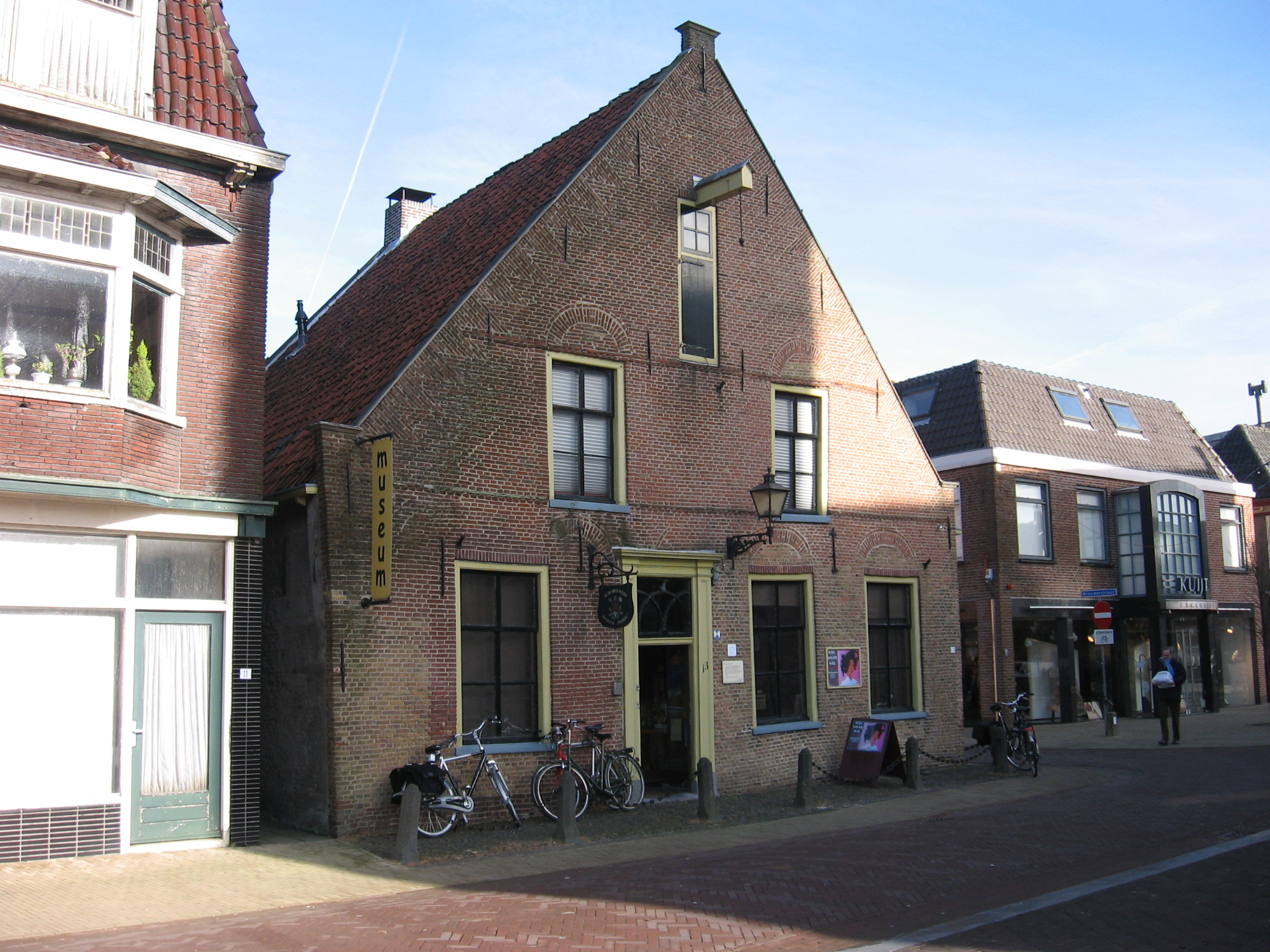
Barneveld Museum Nairac

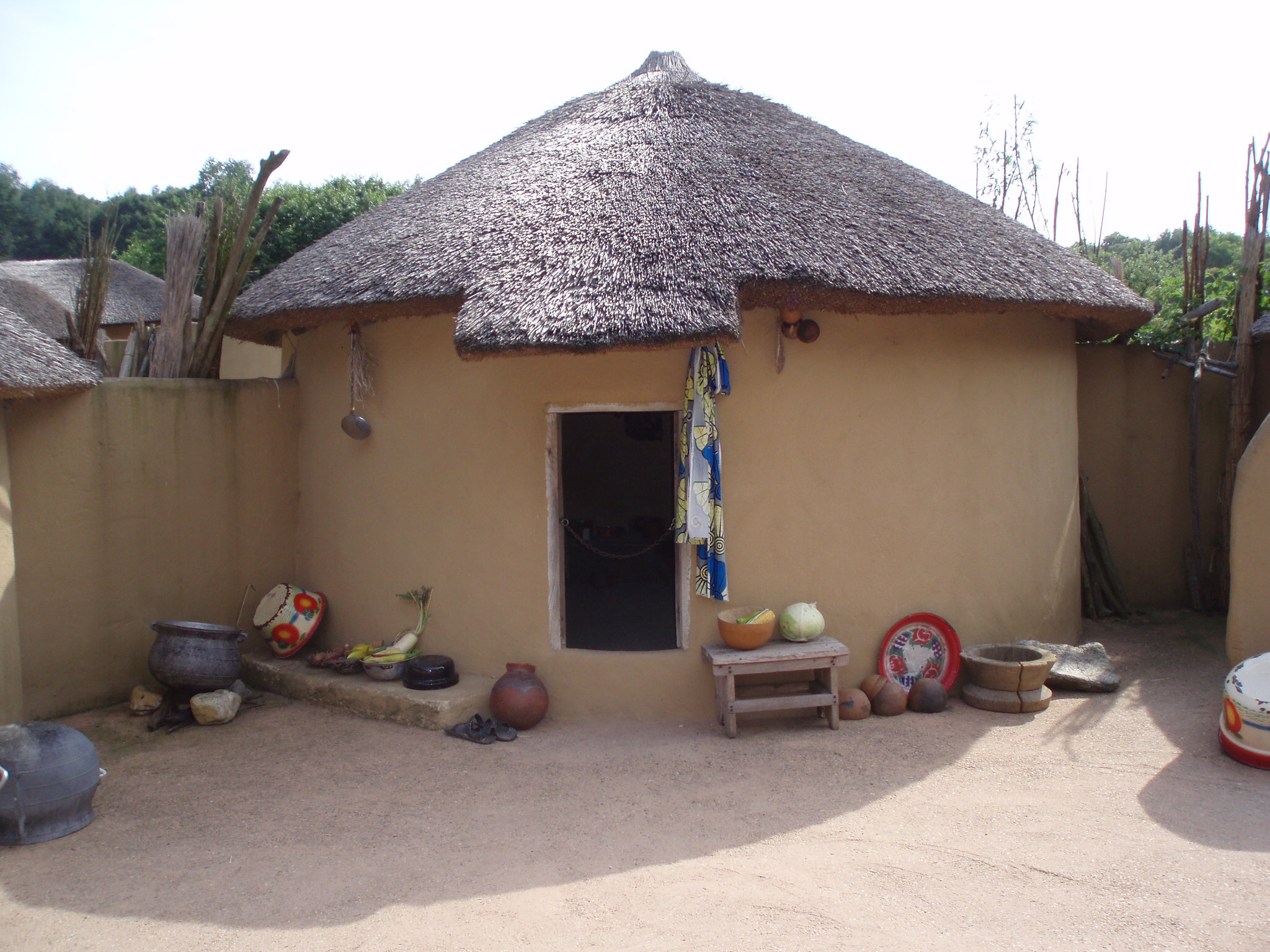
Berg en Dal Afrika Museum

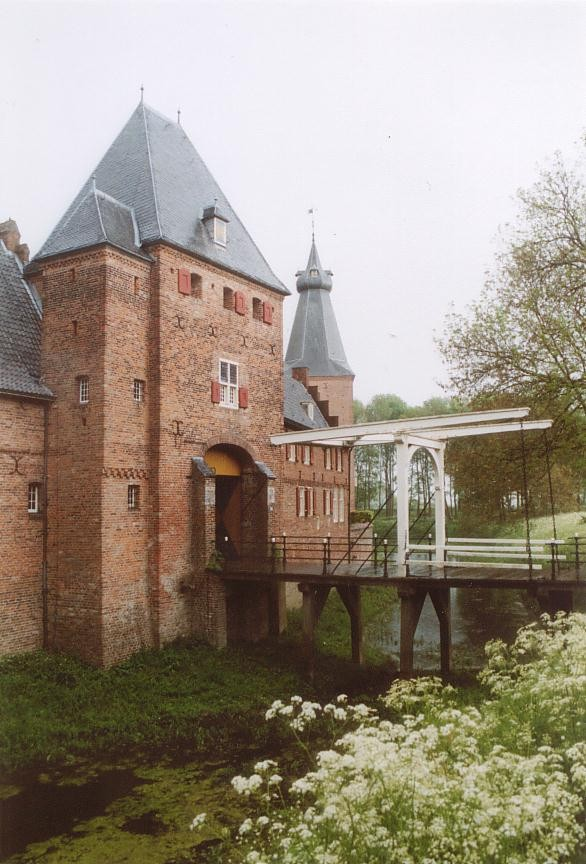
Doorwerth Museumkasteel

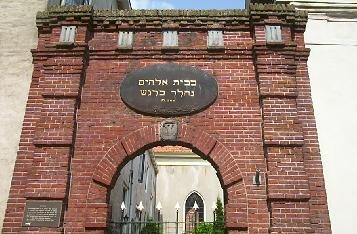
Elburg Sjoel Verhalenmuseum

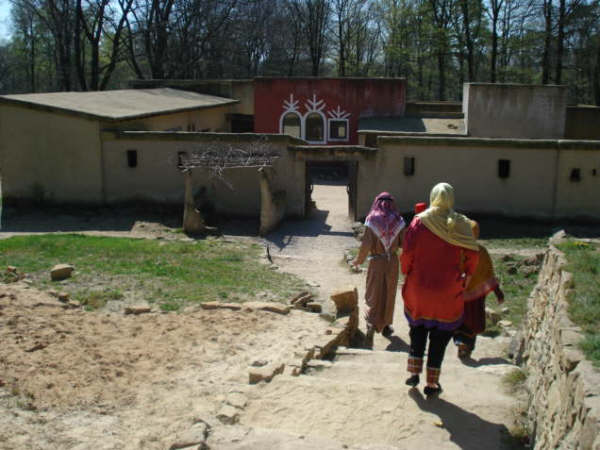
Heilig Landstichting Museumpark Oriëntalis

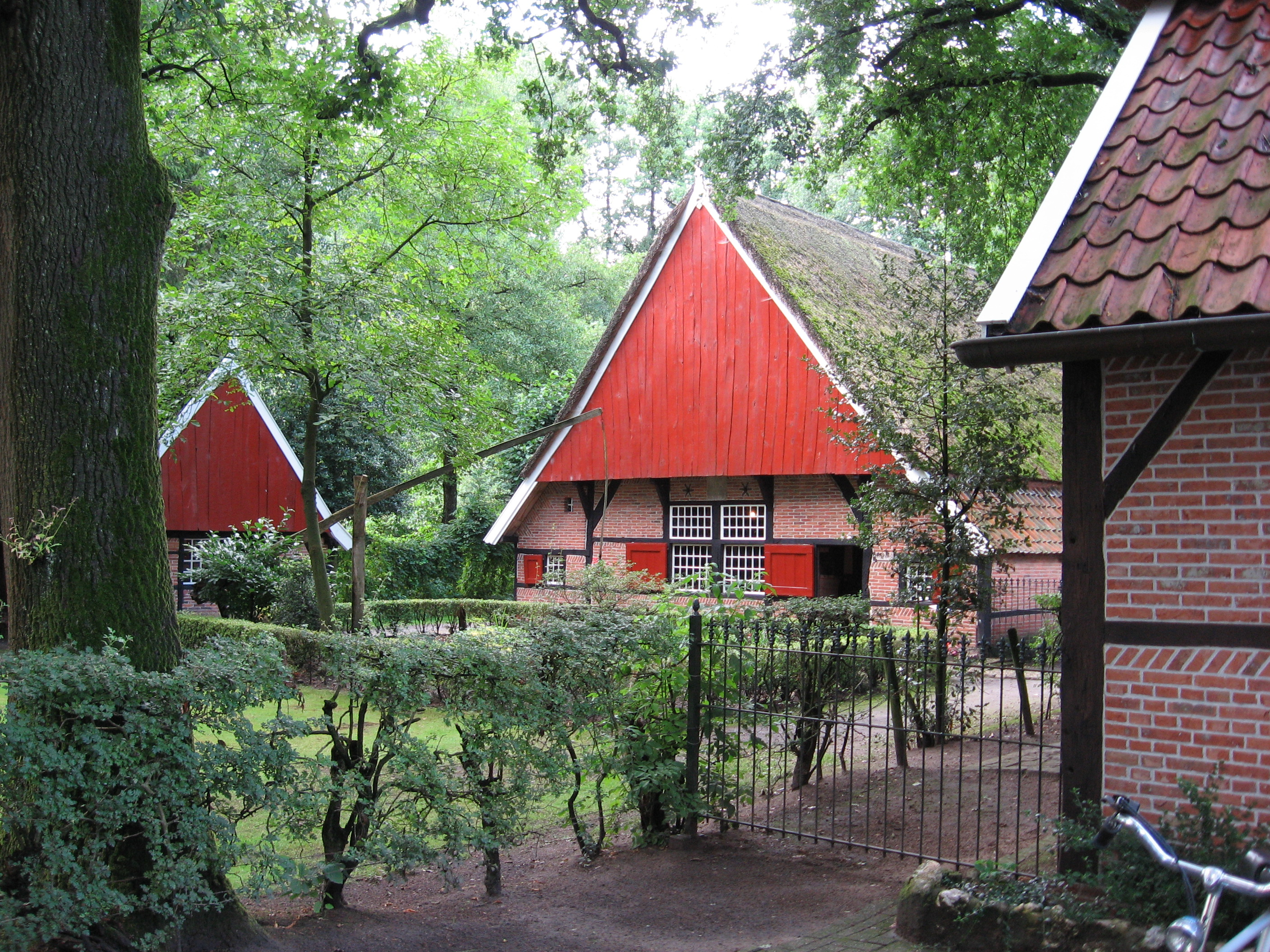
Lievelde Erve Kots Openluchtmuseum

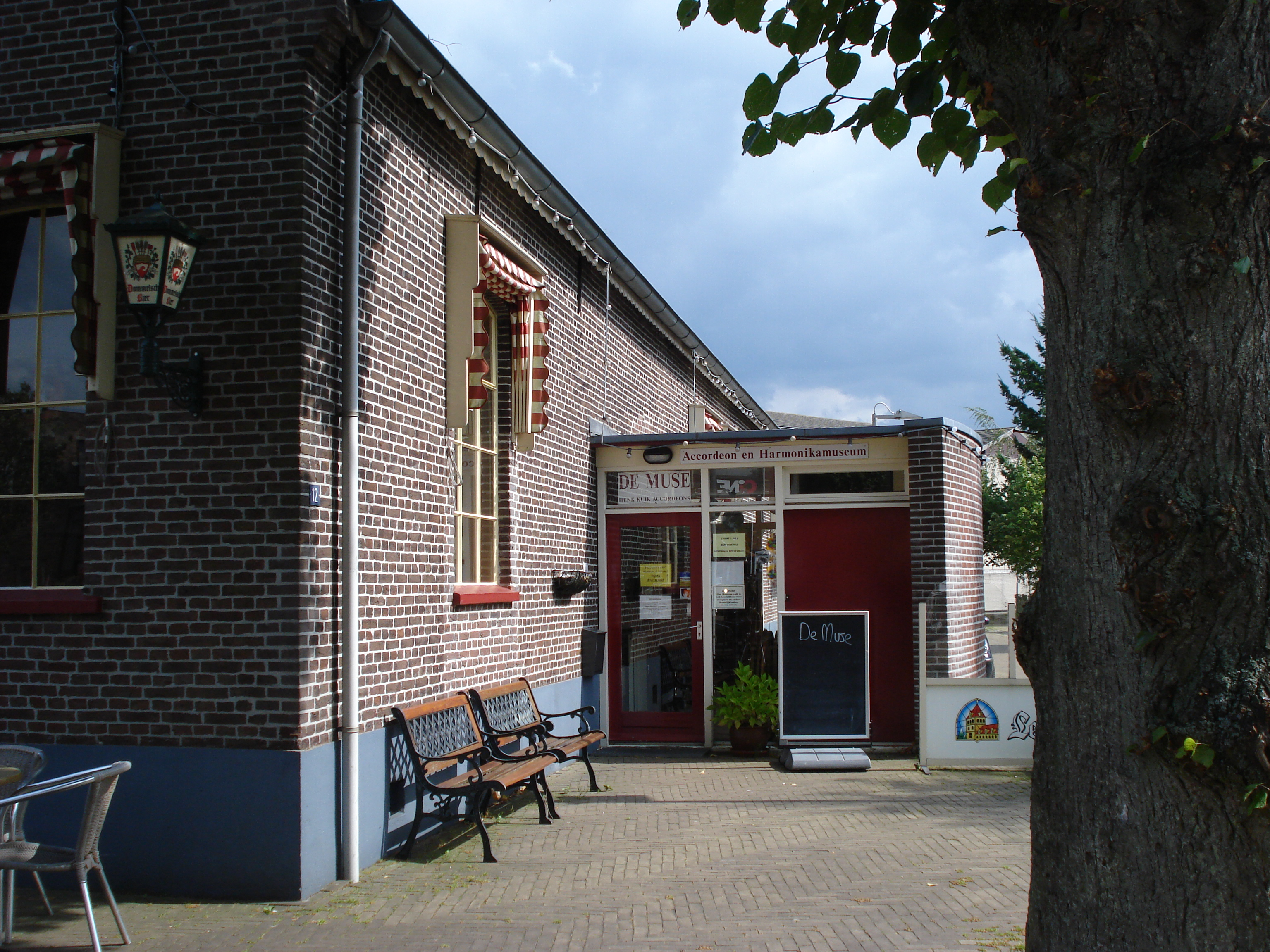
Malden De Muse Accordeon & Harmonicamuseum

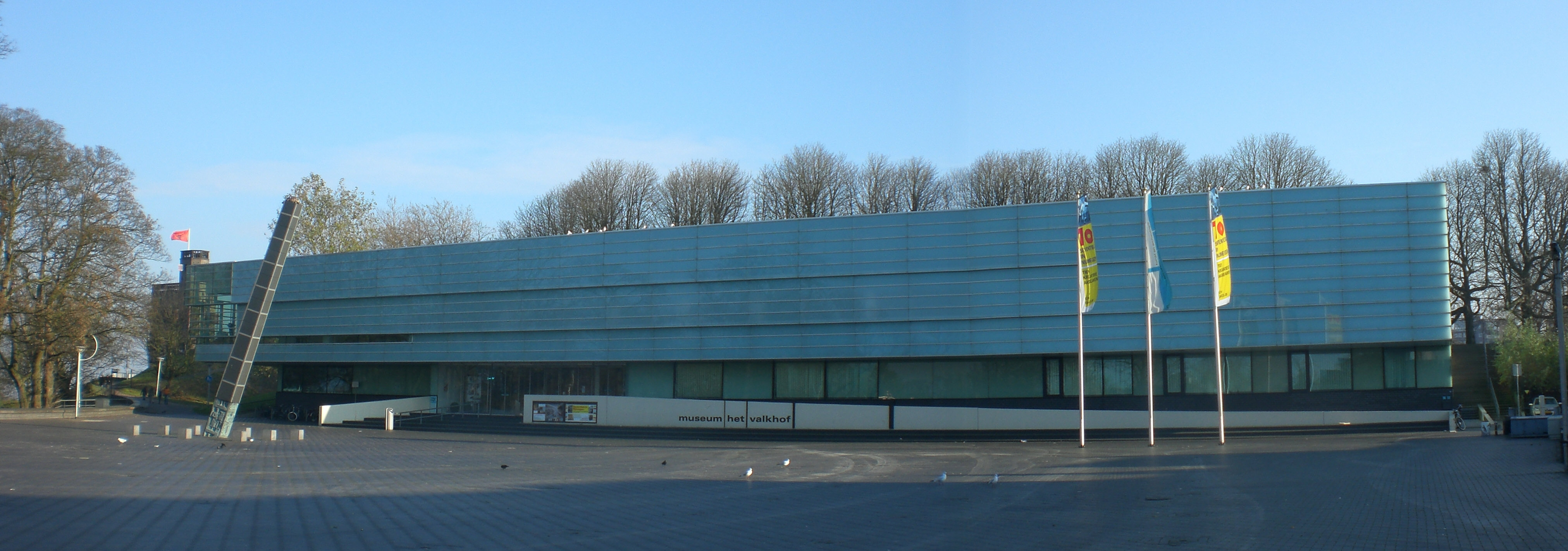
Nijmegen Museum Het Valkhof

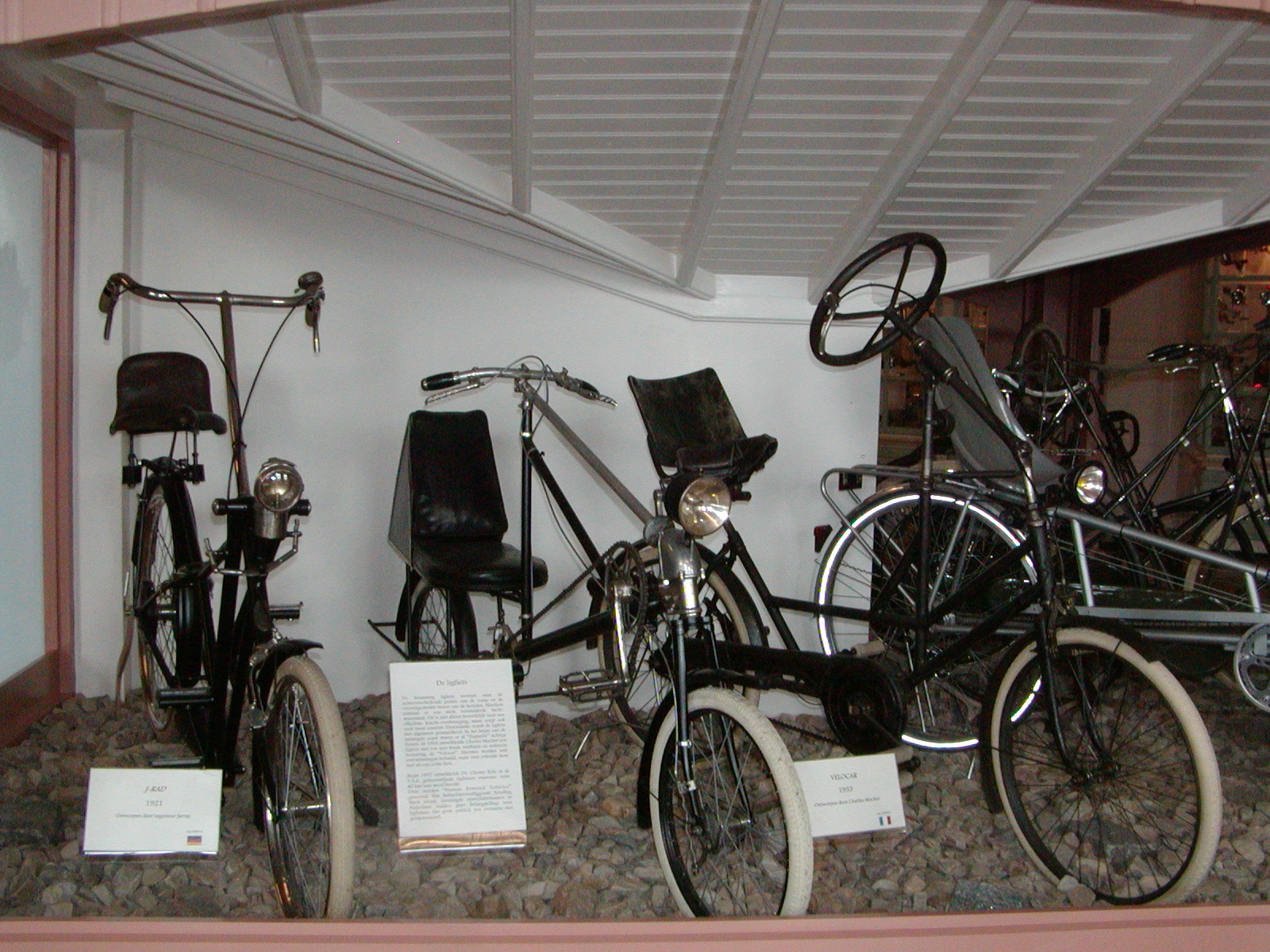
Nijmegen Fietsmuseum Velorama

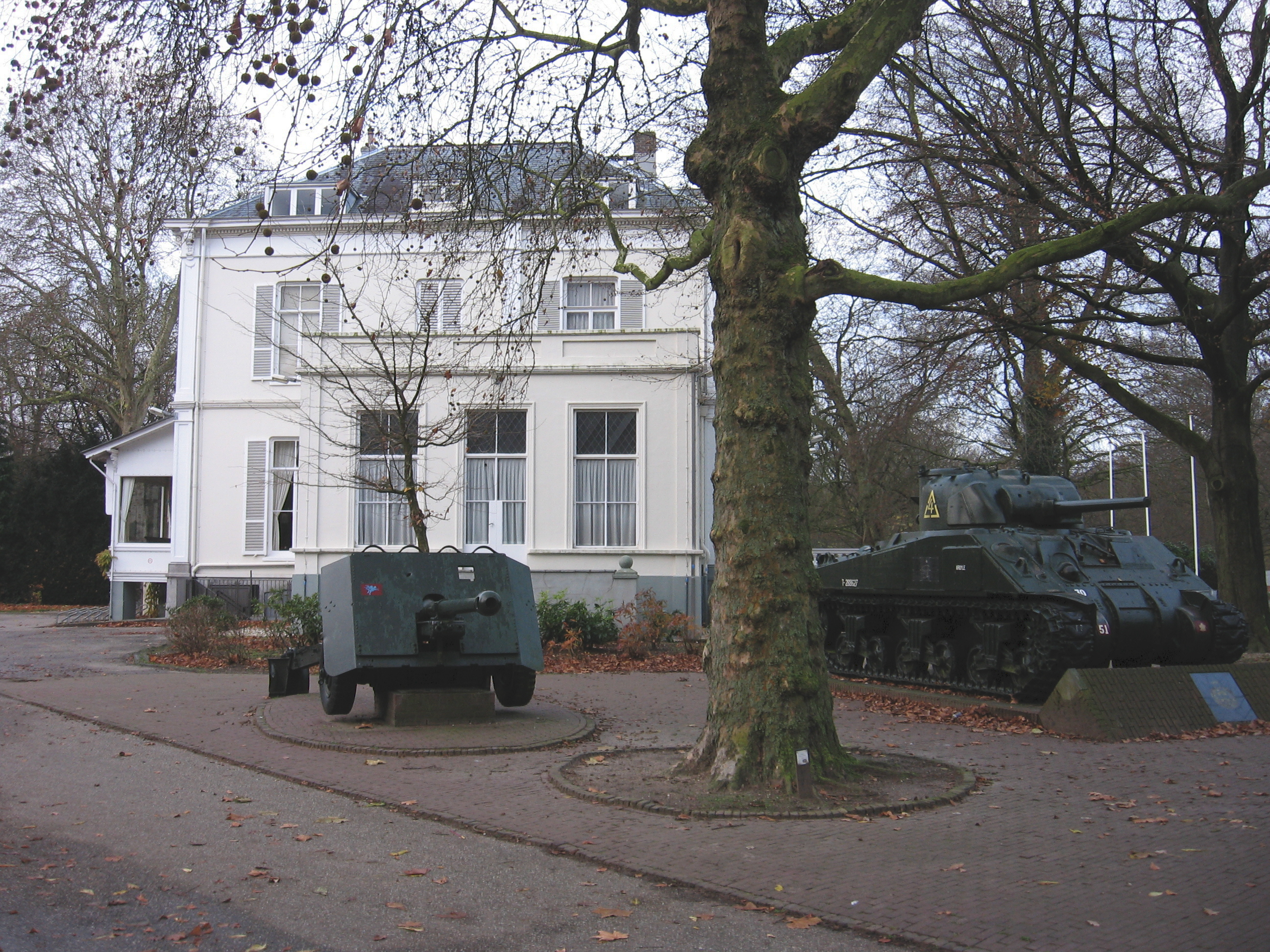
Oosterbeek Airborne Museum

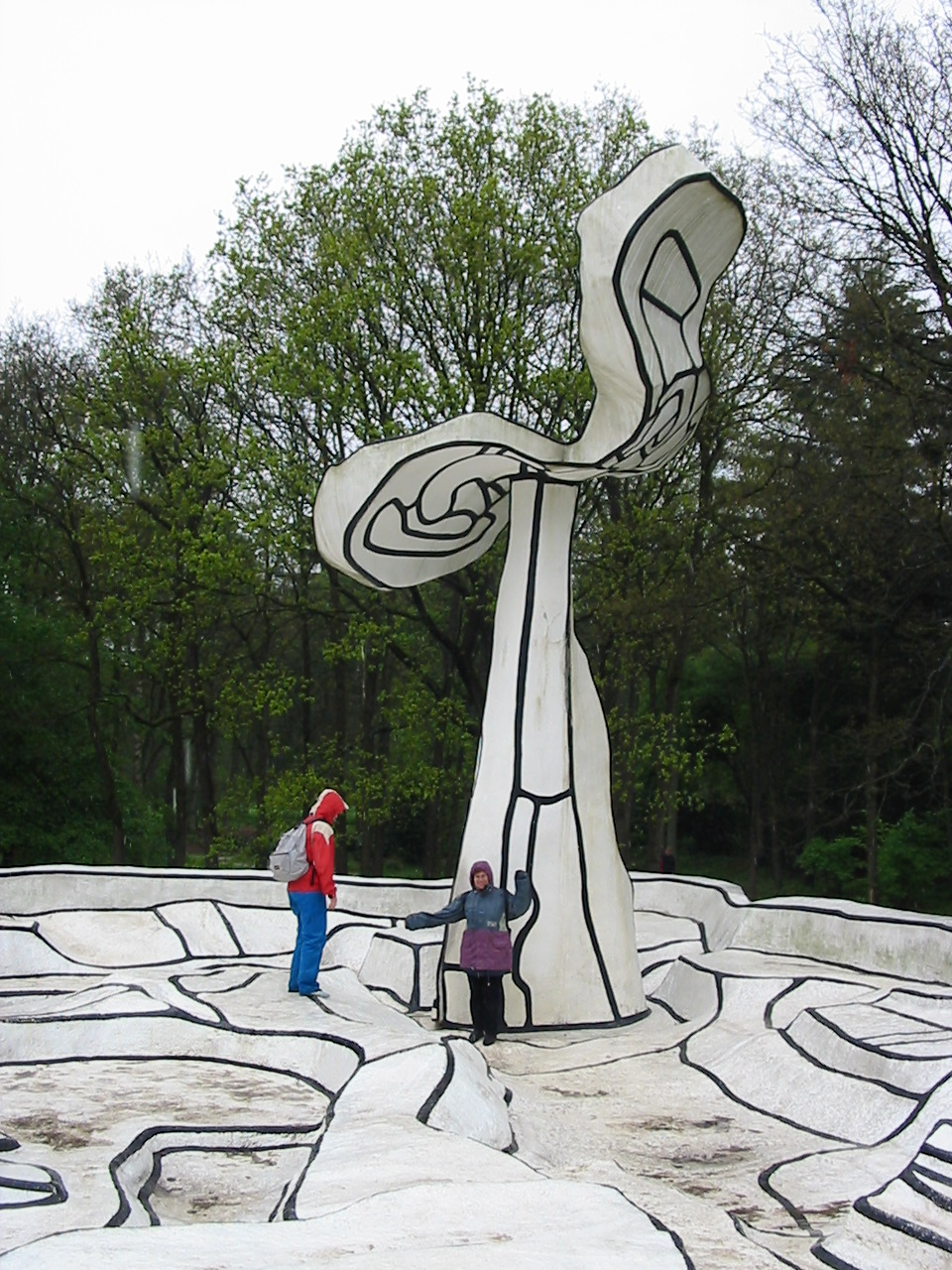
Otterlo Kröller-Müller Museum beeldentuin

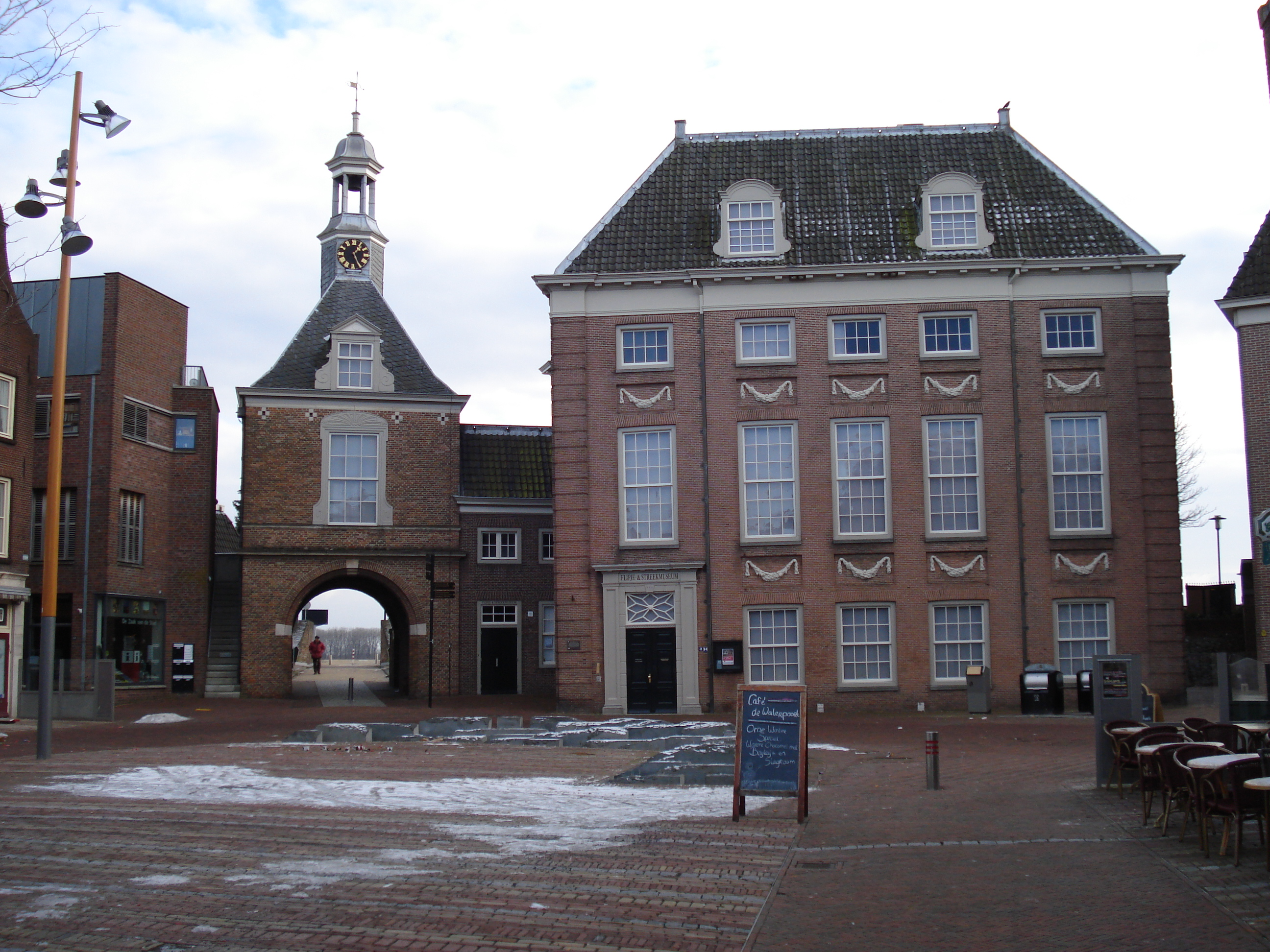
Flipje & Streekmuseum Tiel voorzijde

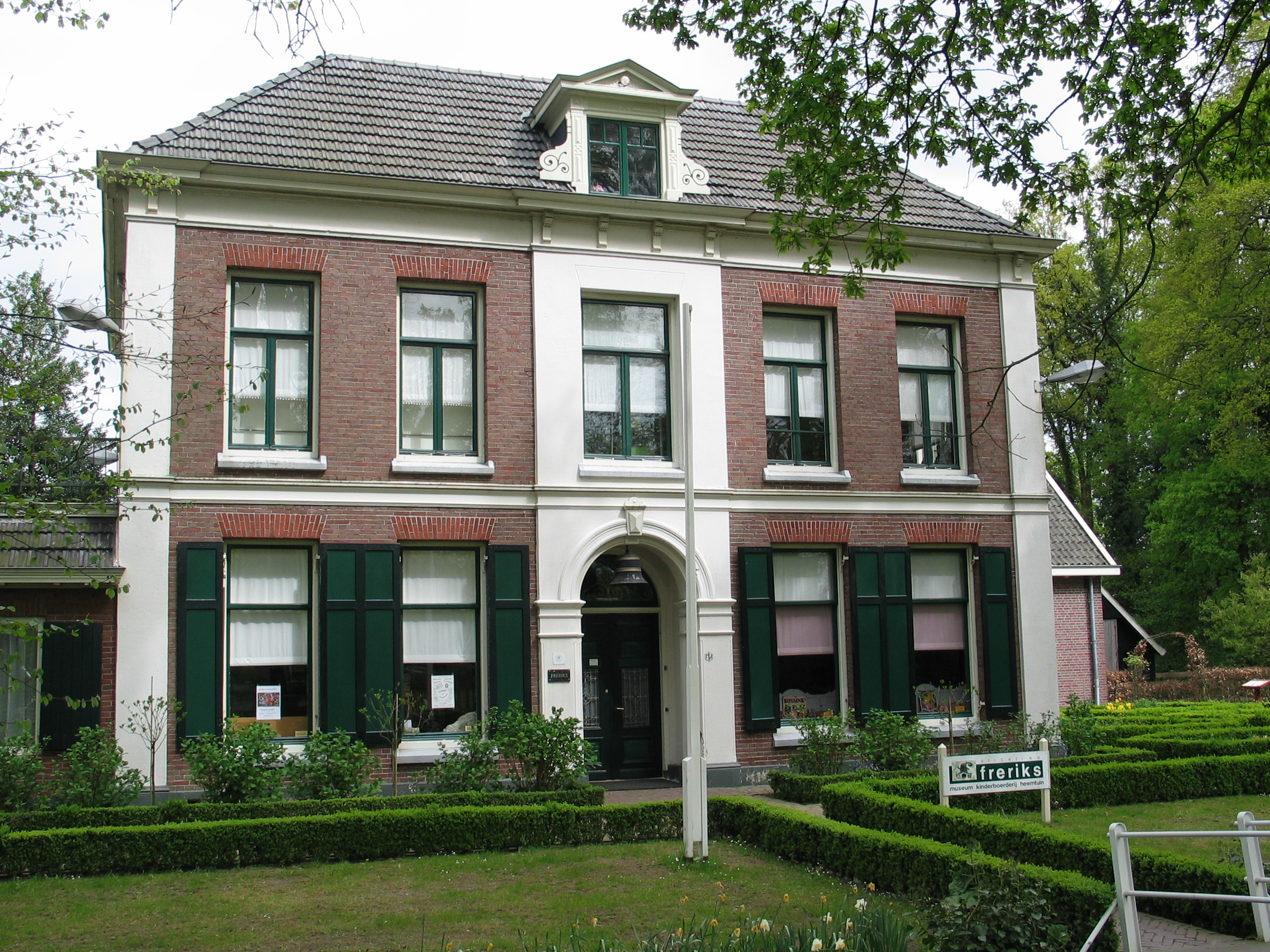
Winterswijk Museum Freriks

## Musea

### Aalten
- Boerderijmuseum de Neeth
- Nationaal Onderduikmuseum (voorheen Euregionaal museum voor de vrijheid)
- Aaltens Industrie Museum (voorheen Museum Frerikshuus/Freriksschure)

### Almen
- Museum Staal
- Museum voor oude boekdrukkunst (1999-2018)[1]

### Apeldoorn
- Nederlands Politiemuseum
- CODA
- Paleis Het Loo

### Appeltern
- Stoomgemaal De Tuut

### Arnhem
- Nederlands Openluchtmuseum (met o.a. de Canon van Nederland)
- Museum Arnhem
- Museum Bronbeek
- Arnhems Oorlogsmuseum 40-45
- Airborne Museum
- Centrum Beeldende Kunst
- Nederlands Watermuseum
- Erfgoedcentrum Rozet
- Huis Zijpendaal
- Nederlands Wijnmuseum
- Vitesse's Home of History
- Museum vliegbasis Deelen
- Arnhemse Trolleybus Museum
- Museum Grenadiers en Jagers
- Het Huis van Jacob
- Museumwoningen Arnhem
- Kadastermuseum
- First National Rolls Royce & Bentley museum

### Asperen
- Het Minidome

### Barneveld
- Museum Nairac
- Nederlands Pluimveemuseum
- Oude Ambachten & Speelgoed Museum
- Borduurmuseum

### Beek-Ubbergen
- Landschapmuseum

### Beneden-Leeuwen
- Museum Tweestromenland

### Bennekom
- Kijk & Luistermuseum

### Berg en Dal
- Vrijheidsmuseum
- Museumpark Orientalis Heilig Land Stichting
- Afrika Museum
- Nederlands Wijnbouwcentrum

### Borculo
- Brandweermuseum Borculo met daarin het Stormrampenmuseum
- Kristalmuseum
- Museum 'De Bezinning 1940-45'
- Boerderijmuseum De Lebbenbrugge
- Radiomuseum Borculo

### Bronkhorst
- Dickens Museum (gesloten in 2017)

### Buren
- Marechausseemuseum
- Museum Buren & Oranje

### Brummen
- Speelgoedmuseum Toy Gallery (gesloten)

### Culemborg
- Elvis Presley Museum
- Elisabeth Weeshuis Museum
- Kasteeltuin Culemborg
- Gispen Museum
- Jan van Riebeeckhuis

### Dinxperlo
- Grenslandmuseum

### Doesburg
- Lalique Museum
- Mosterdmuseum
- Streekmuseum De Roode Toren

### Doetinchem
- Openbaar Vervoer & Speelgoed Museum
- Stadsmuseum Doetinchem

### Doorwerth
- Kasteel Doorwerth
- Museum voor Natuur- en Wildbeheer
- Museum Veluwezoom

### Druten
- Metropole Druten Automuseum

### Ede
- Historisch Museum Ede

### Eibergen
- Museum De Scherper

### Elburg
- Sjoel Elburg
- Museum Elburg
- Nationaal Orgelmuseum

### Epe
- Veluws Streekmuseum

### Erichem
- Betuws Fruitteelt Museum

### Ermelo
- Museum Het Pakhuis

### Gendt
- Oorlogsmuseum Niemandsland

### Gorssel
- Museum MORE

### Groenlo
- Brouwerijmuseum
- Stadsmuseum Groenlo
- Nationaal Museum Tachtigjarige Oorlog (planning vanaf 2025)

### Groesbeek
- Vrijheidsmuseum

### Harderwijk
- Stadsmuseum Harderwijk
- Marius van Dokkum Museum

### Hattem
- Anton Pieck Museum
- Bakkerijmuseum Het Warme Land
- Voerman Museum Hattem

### Hedel
- Historisch Museum Hedel

### Heilig Landstichting
- Museumpark Orientalis Heilig Land Stichting

### Hengelo
- Achterhoeks Museum 1940-1945

### Heteren
- Betuws Oorlogsmuseum "The Island" 1944-1945
- Gelderse Smalspoor Stichting

### Heumen
- Ateliermuseum Maris Huis

### Hoenderloo
- Nederlands Elektriciteits Museum en het Radiotron

### Hoog Soeren
- Aardhuis

### Huissen
- Stadsmuseum Hof van Hessen
- Mea Vota Tuinbouwmuseum De Hofstèèj

### Klarenbeek
- Haardplatenmuseum

### Lievelde
- Openluchtmuseum Erve Kots

### Lingewaard
- Fort Pannerden
- Kasteel Doornenburg
- Mea Vota Tuinbouwmuseum De Hofstèèj
- Stadsmuseum Hof van Hessen

### Loenen
- De Middelste Molen (papierfabriek)

### Malden
- Accordeonmuseum De Muse

### Nijkerk
- Museum Nijkerk
- 192 Museum

### Nijmegen
- Stratemakerstoren (vestingmuseum)
- Natuurmuseum Nijmegen
- MuZIEum
- Museum Het Valkhof
- Nationaal Fietsmuseum Velorama
- Museum voor Anatomie en Pathologie
- Revolutie, museum voor modelvliegtuigen
- Huis van de Nijmeegse Geschiedenis

### Nunspeet
- Noord-Veluws Museum

### Oosterbeek
- Airborne Museum

### Otterlo
- Kröller-Müller Museum
- Museonder
- Nederlands Tegelmuseum

### Terschuur
- Oude Ambachten & Speelgoed Museum

### Tiel
- Flipje & Streekmuseum

### Velp
- Gelders Geologisch Museum

### Vorchten
- Poppenspe(e)lmuseum

### Wageningen
- Museum De Casteelse Poort
- Herman Broodmuseum

### Warnsveld
- Museum De Opkamer

### Wijchen
- Kasteel van Wijchen

### Winterswijk
- Museum Freriks (tot 2013)
- MuseumFabriek Winterswijk
- Transit Oost
- Villa Mondriaan

### Zaltbommel
- Stadskasteel Zaltbommel
- Museum Slot Loevestein

### Zelhem
- Museum Smedekinck

### Zetten
- Museum Verpleging en Verzorging

### Zevenaar
- Nederlands Baksteen- en Dakpanmuseum
- Liemers Museum

### Zutphen
- Geelvinck Muziek Museum
- Museum Henriette Polak
- Stedelijk Museum Zutphen
- Museumhaven Zutphen